# Bedřich Franz
Bedřich Franz (německy Friedrich Franz; 1. prosince 1796 Vysoké Veselí – 12. dubna 1860 Nová Říše) byl český vědec, fotograf a profesor fyziky a aplikované matematiky filosofické fakulty olomoucké univerzity, který výrazně ovlivnil Gregora Johanna Mendela. V Olomouci také zastal pozici děkana filosofické fakulty a rektora. Na sklonku života byl kanovníkem a opatem kláštera v Nové Říši.

## Životopis

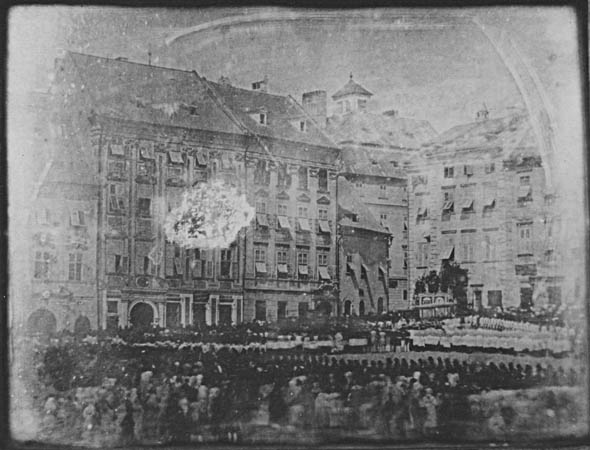
Daguerrotypie Slavnost Božího těla na Zelném trhu v Brně, kterou pořídil Bedřich Franz z 10. června 1841

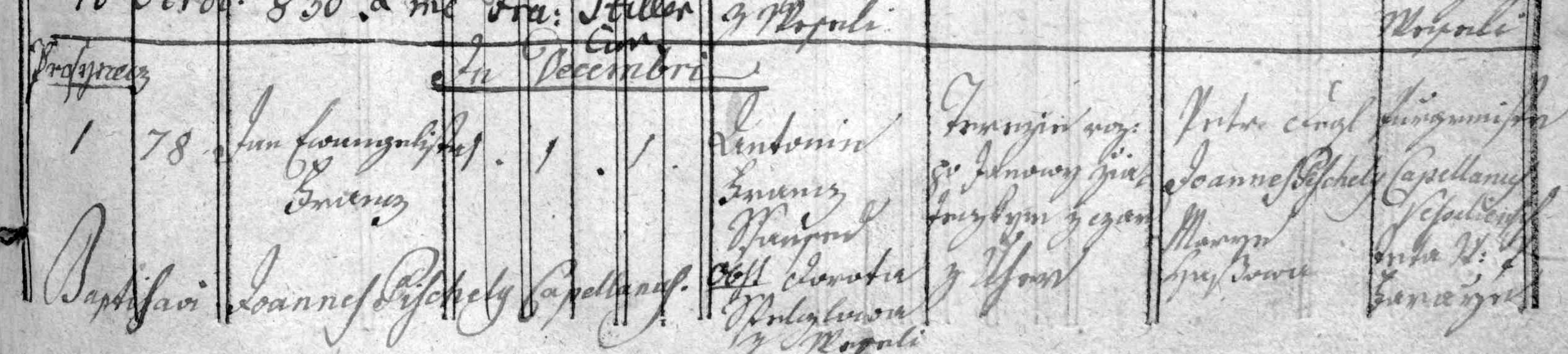
Bedřich Franz, záznam o narození a křtu, 1796

Narodil se jako Jan Evangelista Franz, syn Antonína Franze, souseda ve Vysokém Veselí, a matky Terezie, rozené Žákové. Promoval v roce 1831 na Pražské univerzitě, a předtím, než se odebral do Olomouce, vyučoval fyziku na filosofickém institutu v Brně.
Spolu s fyzikem a zároveň rektorem koleje v Litomyšli Ignácem Florem Staškem se zabývali vědeckými pokusy s daguerrotypií v letech 1839–1840. Začali tedy ve stejném roce, kdy francouzský výtvarník Louis Daguerre tuto metodu fotografování vyvinul. Franz se pak stal prvním vyučujícím daguerrotypie na Moravě, pořádal k tomu také první úspěšné výstavy, a je mu připisováno zdomácnění této techniky fotografování na Moravě. Franz je pravděpodobným autorem daguerrotypie slavnosti Božího těla na Zelném trhu v Brně z června 1841 – prvního reportážního snímku v českých zemích a jedné z nejstarších fotografií svého druhu na světě. Bedřich Franz údajně vytvořil nejstarší dochované portrétní snímky v českých zemích. V roce 1841 portrétoval biskupa Františka Antonína Gindla.
Bedřich Franz se stal profesorem fyziky a aplikované matematiky na olomoucké univerzitě v roce 1842. Mezi jeho studenty patřil také Gregor Mendel, s nímž udržoval časté styky a opatřoval mu vědeckou literaturu. Po ukončení jeho studia mu doporučil vstup do Starobrněnského kláštera,[zdroj?] kde Mendel později definoval základní zákony dědičnosti.
V roce 1844 se Franz stal děkanem Filosofické fakulty, v roce 1847 se stal rektorem olomoucké univerzity, a v roce 1850 opět děkanem Filosofické fakulty. Ta byla, v důsledku účasti olomouckých studentů a profesorů na revoluci roku 1848 a národním obrození, o rok později uzavřena.
Během revoluce rovněž od roku 1848 do roku 1849 zasedal i jako poslanec Moravského zemského sněmu. Nastoupil sem po zemských volbách roku 1848 za kurii vysoké školy v Olomouci, coby virilista (poslanec zasedající na sněmu z titulu funkce děkana jedné z fakult olomouckého vysokého učení).
Po uzavření fakulty Franz odešel do Nové Říše, kde se stal premonstrátským kanovníkem a opatem novoříšského kláštera. V klášteru také 12. dubna 1860 zemřel.